# Зенга, Эрик
Эрик Зенга (нем. Erik Zenga; 18 января 1993, Москва) — немецкий футболист, полузащитник.

## Биография
Родился в Москве в семье русской и выходца из Анголы, которые познакомились во время учёбы в университете. Вскоре после рождения, Зенга переехал на родину матери в Кострому, а в 5 лет перебрался с ней в Германию.

### Клубная карьера
Воспитанник клуба «Байер 04». На взрослом уровне начинал играть в составе фарм-клуба «Байера» в Регионаллиге. Неоднократно попадал в заявку основной команды на матчи Бундеслиги и европейских клубных турниров, но на поле не выходил. В сезоне 2013/14 выступал на правах аренды за клуб Третьей Бундеслиги «Оснабрюк». Летом 2014 года подписал контракт с другим клубом лиги «Пройссен» Мюнстер. В 2015 году перешёл в клуб Второй Бундеслиги «Зандхаузен», но из-за травмы пропустил практически два сезона, лишь иногда выступая за фарм-клуб «Зандхаузена» в Оберлиге. В сезоне 2017/18 выступал в аренде за «Галлешер», за который сыграл 29 матчей и забил 3 гола в третьей лиге. Вернувшись из аренды, стал одним из основных игроков «Зандхаузена». За годы, проведённые в команде, суммарно сыграл 113 матчей и забил 2 гола. Покинул «Зандхаузен» в 2023 году.

### Карьера в сборной
Был игроком юношеских сборных Германии до 18, до 19 и до 20 лет.

## Достижения
«Пройссен» Мюнстер
- Обладатель Кубка Вестфалии: 2013/14